# Polemon från Aten
Polemon var en antik grekisk filosof av den akademiska skolan.
Han var lärjunge till Xenokrates och innehade efter dennes död 314 f.Kr. under många år lärostolen i Akademeia i Aten.